# Volo Austral Líneas Aéreas 901
Il volo Austral Líneas Aéreas 901 era un volo passeggeri di linea che si schiantò in un fiume vicino a Buenos Aires, in Argentina, il 7 maggio 1981, dopo essere entrato in un temporale. Tutte le 31 persone sul BAC 1-11 morirono nell'incidente.

## L'incidente
Il volo 901 era partito dall'Aeroporto Internazionale Teniente Benjamín Matienzo di Tucumán alle 9:11 del 7 maggio 1981, diretto all'Aeroparque Jorge Newbery Metropolitan. Il volo fu assolutamente normale fino all'avvicinamento finale.
Le condizioni meteorologiche a Buenos Aires erano pessime, con forti piogge e venti. Alle 10:42 il volo 901 venne autorizzato ad atterrare sulla pista 13 dell'Aeroparque Jorge Newbery. Poco prima delle 11:00, i piloti si avvicinarono con l'intenzione di atterrare, ma a causa della pioggia e del vento non riuscirono a vedere la pista, portandoli alla decisione di interrompere l'atterraggio. Compirono la procedura di mancato avvicinamento prima di ritentare. Su suggerimento del controllore del traffico aereo, si diressero a sud per aspettare sopra la città di Quilmes, credendo che lì il tempo sarebbe stato più mite e che la tempesta sarebbe cessata rapidamente. Tuttavia, quando si avvicinarono, notarono che c'erano dei cumulonembi, quindi il pilota informò la torre di controllo dell'Aeroparque che si sarebbero diretti verso il fiume per tornare a Buenos Aires, dove avrebbero provato un avvicinamento differente. Dopo aver ricevuto l'autorizzazione dal controllore per volare a 600 metri di altezza, il BAC virò verso nord, direttamente nel centro della tempesta. Da lì, la torre di controllo aeroportuale non fu più in grado di contattare nuovamente l'equipaggio.
Poco dopo l'equipaggio perse il controllo dell'aereo e si schiantò in un fiume. Morirono tutti i 26 passeggeri e 5 membri dell'equipaggio.
Dopo aver perso il contatto con il volo 901, le navi della Prefectura Naval Argentina e della Marina argentina iniziarono a cercare l'aereo. Alle 14:40, più di tre ore dopo l'incidente, un elicottero della Prefectura fu il primo ad avvistare il relitto dell'aereo. I soccorritori si diressero sul posto, sperando di trovare sopravvissuti, ma i loro sforzi si rivelarono vani. La ricerca e il recupero dei corpi durarono diversi giorni.

## Le indagini
Fu l'ufficio investigativo sugli incidenti dell'aviazione civile ad occuparsi delle indagini. Solo poco più della metà del relitto (55-65%) dell'aereo venne rimosso dall'acqua. Il registratore dei dati di volo (FDR) e il registratore di cabina (CVR), sebbene cercati intensamente per 42 giorni, non sono mai stati trovati. L'indagine della JIAAC, per mancanza delle scatole nere, non poté determinare con certezza la causa dell'incidente, pur concludendo come probabile causa la "perdita di controllo dell'aeromobile e l'impatto contro l'acqua per errore del pilota nel valutare le condizioni meteorologiche attraversando la zona d'influenza di un cumulonembo di attività estremamente violenta".